# Red Oak (Oklahoma)
Pour les articles homonymes, voir Red Oak.
Red Oak est une ville américaine située dans le comté de Latimer dans l'État de l'Oklahoma. En 2010, sa population est de 581 habitants.

## Source de la traduction
- (en) Cet article est partiellement ou en totalité issu de l’article de Wikipédia en anglais intitulé « Red Oak, Oklahoma » (voir la liste des auteurs).